# Umbraco Software
Umbraco er en open source CMS-platform, som blev udgivet i 2000. Det er udviklet af Niels Hartvig og Umbraco Core Team og udgivet under bl.a. MIT License Prior 4.5: MIT License (backend) og Umbraco License (UI).
Umbraco har siden 2005 været open source.
Systemet er udviklet i programmeringssproget C# og det indeholder flere typer framework og applikationer, som afvikles på Microsoft IIS
I 2009 blev systemet CMS Wire omtalt som et af de førende NET-baserede open source CMS systemer. I 2010 registeredes 1000 downloads dagligt. Umbraco var blandt de fem mest populære downloads via Microsofts Web Platform, blot to placeringer lavere end den største rival DotNetNuke,
Virksomheden udviklede som led i en udviklingsstrategi i 2012/2013 sammen med Microsoft et pilotprojekt, der bygger bro mellem mellem Umbraco og Microsoft Azure.